# Pseudeucinetus uenoi
Pseudeucinetus uenoi är en skalbaggsart som beskrevs av Spangler 1995. Pseudeucinetus uenoi ingår i släktet Pseudeucinetus och familjen lerstrandbaggar. Inga underarter finns listade i Catalogue of Life.